# Schönstatt-Frauenbund

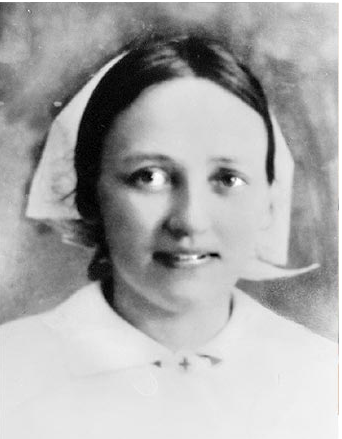
Gertraud von Bullion (1914, als Rotkreuzschwester)

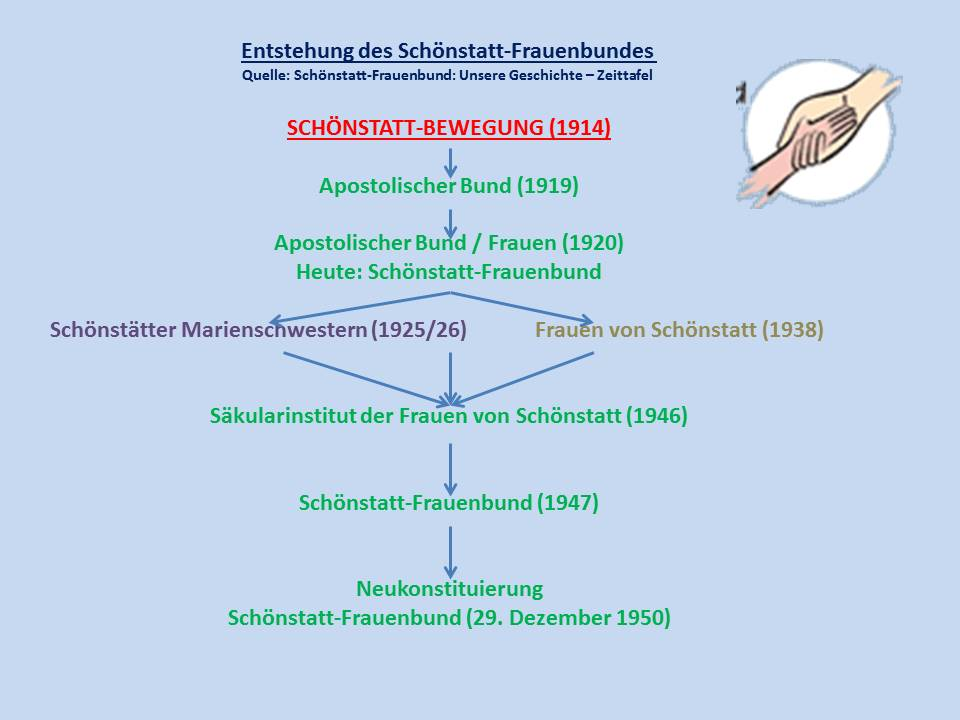
Entstehung des Schönstatt-Frauenbundes (Diagramm)

Der Schönstatt-Frauenbund (italienisch Unione Apostolica Femminile di Schoenstatt) ist als Gliederung der Schönstattbewegung eine selbständige internationale Gemeinschaft zölibatär lebender Frauen. Als Bundesgemeinschaft sind die Mitglieder zwar der Gemeinschaft verpflichtet, aber gehen keine rechtliche Bindung ein. Sie wohnen in der Regel allein und arbeiten in weltlichen oder kirchlichen Berufen. Er ist eine vom Päpstlichen Rat für die Laien als geistliche Gemeinschaft von Laien anerkannte Vereinigung von Gläubigen und wurde 1920 gegründet. Zur Vereinigung zählen etwa 370 (Stand 2008) Mitglieder aus zehn Ländern Europas, Nord- und Südamerikas.

## Geschichte
Im Oktober 1914 hatte Pater Josef Kentenich SAC die Schönstattbewegung ins Leben gerufen, 1919 wurde der Apostolische Bund gegründet. Nach der Aufnahme von Frauen in den Apostolischen Bund wurde unter der Federführung von Gertraud Gräfin von Bullion am 8. Dezember 1920 der heutige Schönstatt-Frauenbund als Apostolischer Bund/Frauen gegründet. Aus dieser Gruppierung entstanden 1925/26 die Schönstätter-Marienschwestern und 1938 die Frauen von Schönstatt. 1947 wurde der Schönstatt-Frauenbund in seine Ursprungsform reorganisiert, dessen Abschluss 1950 feierlich begangen wurde. Zwischen den Jahren 1951–1965 musste der Frauenbund eine strenge Wirtschaftsprüfung und kirchliche Untersuchung überstehen, in deren Verlauf der Bundesleiter und weitere Laienmitarbeiter abgesetzt wurden. Ab 1966 bildeten sich erste Bundeskurse in anderen Ländern und am 14. Mai 1967 wurde das Zentralhaus in Schönstatt-Vallendar durch Pater Kentenich eingeweiht, es erhielt den Namen: Patris Familiae Coenaculum Patris („Coenaculum des Vaters für die Familie des Vaters“). 1995 wurde an der gleichen Stelle zum Gedenken an die Gründerin das Gertraud-von-Bullion-Haus eingeweiht. Zwischenzeitlich hatten sich in Europa und Südamerika nationale Kurse gegründet. Am 15. September 1996 erhielt die Vereinigung von Gläubigen während einer Audienz bei Papst Johannes Paul II. (1978–2005) durch den Päpstlichen Rat für die Laien die Approbation.

## Selbstverständnis
Die Mitglieder des Schönstatt-Frauenbundes sind alleinstehende katholische Frauen, die nicht in Gemeinschaften leben. Sie fühlen sich zur katholischen Laienarbeit und zur Sendung in der Welt verpflichtet. Die Gemeinschaft wird von einem ausgeprägten Familiencharakter geleitet, die Mitglieder befolgen ein Leben im Sinne der evangelischen Räte und lassen sich von einer hochherzigen Grundeinstellung leiten. Als besonderes Ziel streben die Frauen die Formung und Erziehung der christlichen Frauenpersönlichkeit an.

## Organisation und Ausweitung
Die praktizierte doppelte Gemeinschaftsform, der jedes Mitglied angehört, gliedert sich in die „pflichtgemäße Gemeinschaft“ der Gaue und die „freien Gemeinschaften“ der Kurse. Die Vorbereitungs- und Ausbildungszeit zur Mitgliedschaft wird mit einem entsprechenden Liebesbündnis nach neun Jahren abgeschlossen. Zur Vereinigung zählen etwa 371 (Stand 2008) Mitglieder in unterschiedlichsten Formen, sie sind weltweit in 10 Ländern Europas, Nordamerikas und Südamerikas vertreten. Ihren Hauptsitz hat der Frauenbund in Vallendar.
- Die Gesamtverantwortung trägt die internationale Bundesleitung, der ein kirchlicher Assistent beigeordnet ist. Als Vorsitzende fungiert die internationale Bundesleiterin (seit 2014 Marianne Mertke[2]).
- Den Gauen wird ein hohes Maß an Selbständigkeit zugebilligt, zu ihnen gehören die Mitglieder von einer oder mehrerer Diözesen, die sich wiederum in Gruppen unterteilen. Sie werden von Führerinnen geleitet, die für die Begleitung, Schulung und Erziehung der Mitglieder in einer familiären Verantwortung steht. Der Leitungsgrundsatz heißt: „Autoritär im Prinzip, demokratisch in der Methode und im Subsidiaritätsprinzip“.
- In den Kursen, deren Leitung eine Kursmutter übernimmt, bleiben die Mitglieder lebenslang zusammen.

Als ähnliche Gemeinschaften gibt es innerhalb der Schönstattbewegung die Frauen von Schönstatt sowie die Schönstätter Marienschwestern als Säkularinstitute mit engerer und rechtlicher Bindung an die Gemeinschaft. Die Mitglieder des Instituts der Frauen von Schönstatt leben ebenfalls alleine nach den evangelischen Räten in der Welt, während die Marienschwestern in Hausgemeinschaften wohnen und insbesondere durch ihre Tracht auffallen. Die Frauenliga ist eine offene Gliederung ohne gemeinschaftliche Bindungen.
Für verheiratete Frauen existiert analog der Schönstatt-Mütterbund sowie die Schönstattbewegung Frauen und Mütter als Ligagemeinschaft.